# Eupsophus vertebralis
Eupsophus vertebralis es una especie de anfibio anuro en la familia Cycloramphidae.
Habita mayormente en Chile. En Argentina solo se lo encuentra en la localidad limítrofe de Puerto Blest, en Río Negro. 
Sus hábitats naturales son los bosques templados, los ríos, y marismas intermitentes de agua dulce.
Está amenazada de extinción debido a la pérdida de su hábitat.